# FS E.646
 (janvier 2022).
Si vous disposez d'ouvrages ou d'articles de référence ou si vous connaissez des sites web de qualité traitant du thème abordé ici, merci de compléter l'article en donnant les références utiles à sa vérifiabilité et en les liant à la section « Notes et références ».
La série E.646 est une locomotive électrique utilisée dans le Transport ferroviaire en Italie.

## Conception
Cette série de locomotives est articulée. Chaque portion comporte un bogie BB moteur et repose sur le bogie médian lui aussi moteur. Ce dispositif permet une adhérence comparable aux CC avec une meilleure inscription en courbe, conférant une agressivité moindre pour la voie et acceptant des rayons de courbure moindres.
AU cours de sa carrière, cette série a porté plusieurs livrées.

Livrées
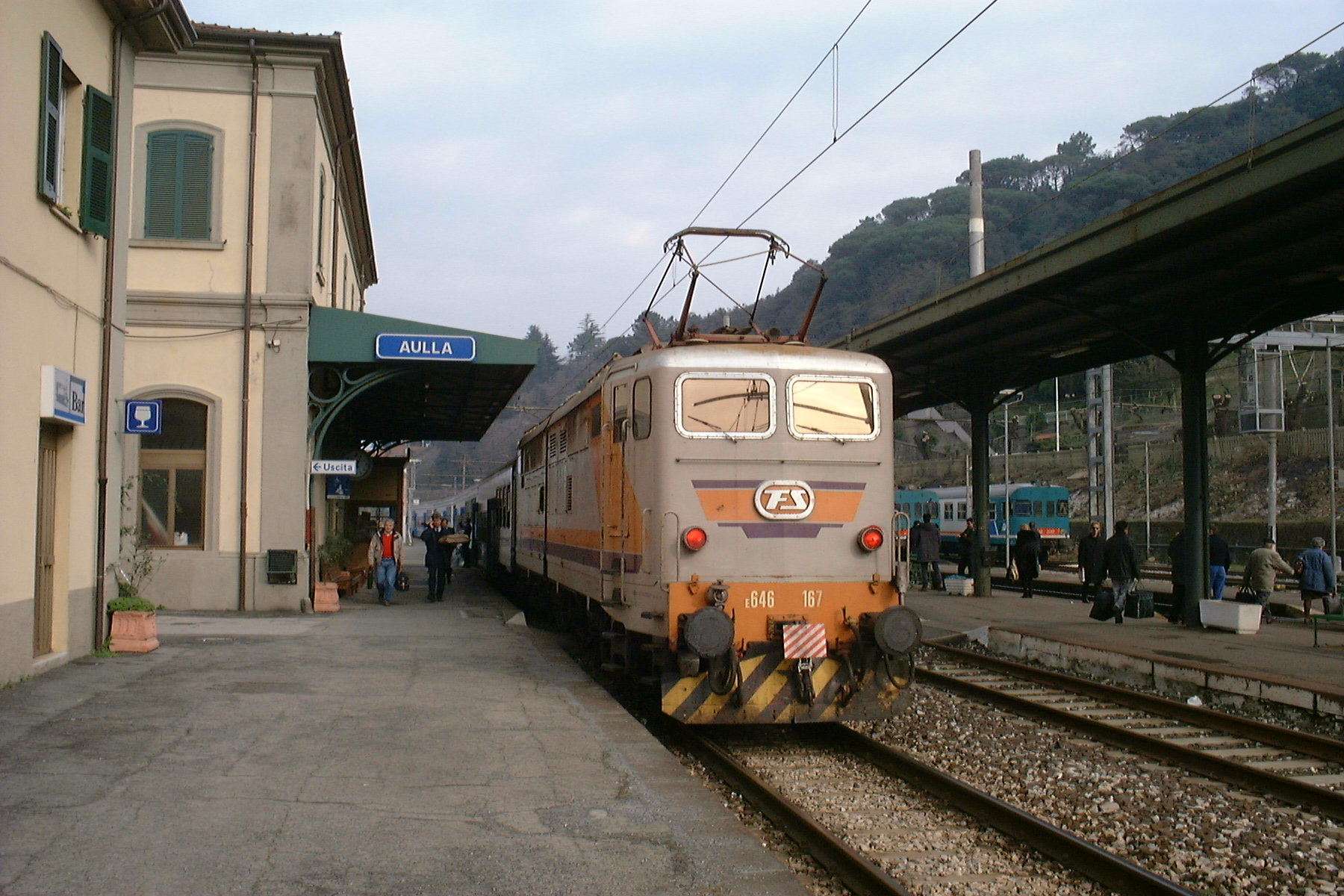
Livrée grise et orange pour la E.646 167.
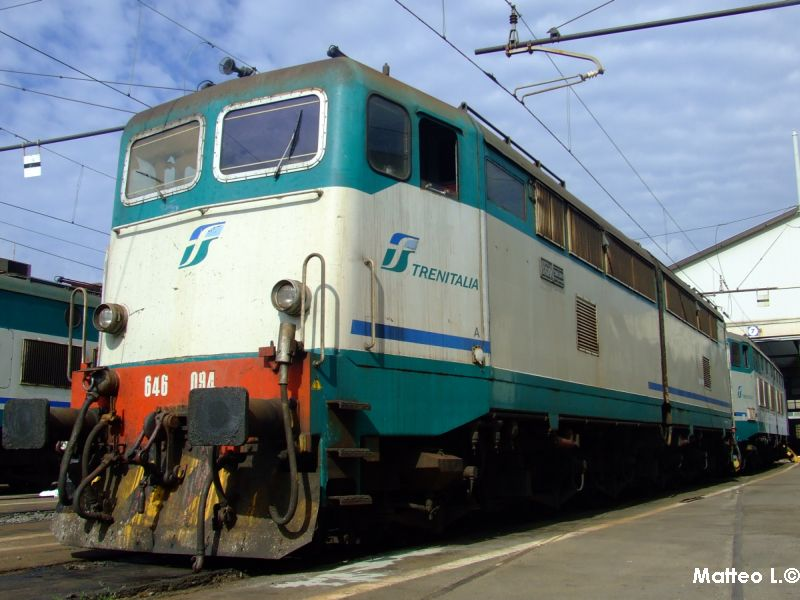
Livrée XMPR pour la E. 646 094.

## Modélisme
Cette locomotive a été reproduite en HO par l'AMCE, sous le numéro E 646.015.